# بيت الخاوي (أمانة العاصمة)

تعديل مصدري - تعديل

بيت الخاوي هي إحدى قرى الجمهورية اليمنية. تتبع جغرافيا لمحافظة أمانة العاصمة و إداريًا لمديرية بني الحارث. يبلغ تعداد سكانها 1428 نسمة حسب الإحصاء الذي أجري عام 2004.